# Laredo (Misuri)
Laredo es una ciudad situada en el condado de Grundy, Misuri, Estados Unidos. Tiene una población estimada, a mediados de 2023, de 156 habitantes.

## Geografía
La localidad está ubicada en las coordenadas 40°01′34″N 93°26′53″O / 40.02611, -93.44806 (40.026072, -93.448005). Según la Oficina del Censo, tiene una superficie de 0.71 km², correspondientes en su totalidad a tierra firme.

## Demografía
Según el censo de 2020, en ese momento había 156 personas residiendo en la localidad. La densidad de población era de 219.72 hab./km². El 96.15% de los habitantes eran blancos, el 0.64% eran de otras razas y el 3.21% eran de una mezcla de razas.